# Cecilie Uttrup Ludwig
Cecilie Uttrup Ludwig (født 23. august 1995 i Herlev) er en dansk professionel cykelrytter, der kører for Canyon//SRAM zondacrypto. Hun har tidligere kørt for Team BMS BIRN (2016) og Team Rytger. I 2017 skiftede hun til Cervélo-Bigla Pro Cycling. Som juniorcykelrytter, deltog hun ved VM i landevejscykling 2012 og i 2013. Hun vandt det danske mesterskab i enkeltstart i 2016, 2017 og i 2018. Hun har derudover vundet det danske mesterskab i linjeløb i 2022 samt VM-bronze i linjeløbet 2023.

## Meritter
2012
2. plads  i juniordamernes enkeltstart ved VM i landevejscykling 2012
2016
 Dansk mester i enkeltstart
1. plads i klassementet i Tour de Feminin-O cenu Českého Švýcarska
1. plads i 1. etape og 5
1. plads i bjergklassifikationen i Ladies Tour of Norway
2017
 Dansk mester i enkeltstart
1  Ungdomskonkurrencen i UCI Women's World Tour
1. plads i klassementet i Semana Ciclista Valenciana
1.  Ungdomskonkurrencen
3. plads i Trofeo Alfredo Binda-Comune di Cittiglio
1. plads  Ungdomskonkurrencen Giro Rosa 2017
1. plads  Ungdomskonkurrencen Giro della Toscana Int. Femminile – Memorial Michela Fanini
2018
 Dansk mester i enkeltstart
4. plads La course by Le Tour de France
6. plads samlet Giro Rosa
2019
1. plads Grand Prix de Plumelec-Morbihan Dames
3. plads Trofeo Alfredo Binda
3. plads Flandern Rundt
3. plads La Course by Le Tour de France
2020
1. plads Giro dell’Emilia Internazionale Donne Elite
4. plads samlet Giro Rosa
1. plads  Bjergkonkurrencen Giro Rosa
2022
 Dansk mester i linjeløb
1. plads, 3. etape af Tour de France Femmes
 1. plads i Tour of Scandinavia
Vinder af 5. etape
5. plads, Ceratizit Challenge by La Vuelta
2023
1. plads, Giro dell'Emilia Internazionale Donne Elite
2. plads samlet i Tour of Scandinavia
1. plads, 2. og 5. etape
1. plads  Pointkonkurrencen
2. plads, DM i enkeltstart for eliten
3. plads, Strade Bianche
3. plads, VM i linjeløb
2024
1. plads, 2. etape af Tour Down Under
3. plads, Deakin University Elite Women's Road Race